# Трійця (Шептицький район)
Трі́йця — село в Україні, у Лопатинській селищній територіальній громаді Шептицького району Львівської області. Населення становить 285 осіб (2001).

## Населення

### Мова
Розподіл населення за рідною мовою за даними перепису 2001 року:
| Мова       | Кількість | Відсоток |
| ---------- | --------- | -------- |
| українська | 285       | 100%     |

## Розташування
Розташоване 20 км на південний схід від Радехова, віддаль до обласного центру — 80 км. Біля села протікає річка Радославка, яка тече до Стиру і Дніпра.

## Відомі люди
- Жоломій Володимир Степанович — бойовик референта СБ Лопатинського районного проводу ОУН, лицар Бронзового Хреста бойової заслуги
- Шарко Антін Левкович – зв'язковий референтури СБ Лопатинського районного проводу ОУН, лицар Срібного Хреста бойової заслуги 2 класу.
- Шишка Василь Петрович — господарчий референт кущового проводу ОУН, лицар Срібного Хреста бойової заслуги 1 класу.